# Amadou Sékou
Amadou Sékou (ou Amadou Cheikhou ; en peul : Aamadu Seeku) était fils du fondateur de l'empire peul du Macina, Sékou Amadou, et il a régné sur le Macina depuis la mort de son père en 1845 jusqu'à sa propre mort en 1853. Son fils Amadou Amadou lui succède.

## Biographie
Masina est le Delta Intérieur du Niger, une grande zone où le fleuve Niger se divise en canaux séparés qui débordent et inondent la terre chaque année. Entre 1810 et 1818, Seku Amadu Lobbo de la famille Bari a lancé un djihad contre les chefs Fulbe à Masina, affluents du Bambara païen de Segu, qu'il a accusé d'idolâtrie. Les objectifs du djihad se sont rapidement étendus à celui de la conquête des Bambara et d'autres dans la région. Seku Amadu a établi un grand empire basé sur Hamdallahi, qu'il avait fondé comme capitale. L'empire s'étendait juste en aval de Ségou presque jusqu'à Tombouctou. 
Seku Amadu Lobbo a reçu le soutien des Tukolor et des Peuls qui cherchaient à obtenir l'indépendance des Bambara, mais a rencontré de la résistance lorsqu'il a imposé une théocratie islamique rigoureuse basée sur l'interprétation maliki de la charia. Le nouvel État théocratique était dirigé par un conseil de quarante anciens, qui donnait des directives aux gouverneurs de province. La plupart des gouverneurs étaient liés à Seku Amadu.

## Sources
- L'empire peul du Macina, 1818-1853, de Amadou Hampâté Bâ et Jacques Daget, aux Nouvelles Éditions Africaines.
- Un empire peul au XIXe siècle. La Diina du Maasina, de Bintou Sanankoua, aux éditions Karthala ACCT.